# Осрік (король Нортумбрії)
Осрік I (*Osric, д/н — 9 травня 729) — король Нортумбрії у 718—729 роках.

## Життєпис
Походив з династії Еоппінгів. Молодший син Елдфріта, короля Нортумбрії, та Кутберги Вессекської. Про дату народження та молоді роки нічого невідомо. У 716 році підтримав заколот проти брата — короля Осреда I, проте королем став далекий родич Коенред.
У 718 році після смерті Коенреда стає королем Нортумбрії. Про його правління майже нічого невідомо. Зберігав мир з усіма сусідами, оскільки в жодній хроніці не згадується про тогочасні війни Нортумбрії. Відомо, що Осрік підтримував добрі стосунки з Нехтоном III, королем Піктії.
Помер Осрік у 729 році, в цей день у небі промайнула комета, що вважалася поганою ознакою. Перед смертю Осрік визнав своїм спадкоємцем Кеолвульфа, брата Коенреда.